# Red man syndrome
Das Red man syndrome (engl. für Roter-Mann-Syndrom) beschreibt eine Medikamentennebenwirkung, die erstmals bei dem Antibiotikum Vancomycin festgestellt wurde, durchaus aber auch bei anderen Antibiotika (Ciprofloxacin, Rifampicin und Teicoplanin) sowie anderen Medikamenten (zum Beispiel dem Antimykotikum Amphotericin B) vorkommen kann.

## Klinik
Meist beschränken sich die Beschwerden auf Juckreiz und Brennen, die gerötete Haut (roter Mann) vorwiegend des Gesichtes, des Halses und des Oberkörpers. Seltener kommt es zu Blutdruckabfall und Schwellungen der Haut und Schleimhäute (Angioödem). Des Weiteren werden Schwindel, Kopfschmerzen, Schüttelfrost und Fieber sowie Missempfindungen um den Mund beschrieben. In schweren Fällen wird über Schmerzen in der Brust und Atemnot geklagt. Bei den meisten Patienten kommt es lediglich zu einem leichten, flüchtigen Juckreiz am Ende der Infusion.
Diese Nebenwirkung wird als unabhängig von einer ebenso möglichen Anaphylaxie gesehen.
Das klinische Bild entwickelt sich innerhalb von 4 bis 10 Minuten nach Beginn, spätestens kurz nach der Beendigung der Infusion. Es besteht ein Zusammenhang mit einer schnellen Infusionsgeschwindigkeit (< 1 Stunde) der ersten Dosis. Bei nachfolgenden Infusionen ist die Reaktion meist nicht so stark ausgeprägt, eine langsame Infusionsgeschwindigkeit (90–120 Minuten) kann die Reaktion verhindern oder zumindest stark abmildern.

## Ursache und Therapie
Ursächlich wird heute eine Histamin-Freisetzung bei zu schneller intravenöser Gabe gesehen. Therapiert wird nach Grad der Reaktion mit einem Antihistaminikum.